# 97631 Kentrobinson
97631 Kentrobinson è un asteroide della fascia principale. Scoperto nel 2000, presenta un'orbita caratterizzata da un semiasse maggiore pari a 3,1211084 UA e da un'eccentricità di 0,0536452, inclinata di 9,04905° rispetto all'eclittica.